# Iglesia de Santa Bárbara (Santa Fe de Antioquia)
La Iglesia de Santa Bárbara es un templo colombiano de culto católico, bajo la advocación de Santa Bárbara. Está ubicado a un costado de la Plazuela Santa Bárbara a dos cuadras del parque principal del municipio de Santa Fe de Antioquia (Antioquia) y pertenece a la jurisdicción eclesiástica de la Arquidiócesis de Santa Fe de Antioquia.
El edificio es estilo barroco popular antioqueño, data de 1726, siendo el templo en pie más antiguo de la localidad. El poeta Julio Vives Guerra la llamó “La Abuela de las iglesias de la Provincia de Antioquia”. El sector histórico (incluyendo la Iglesia de Santa Bárbara) de Santa Fe de Antioquia, antigua capital del departamento de Antioquia, fue declarado Monumento Nacional de Colombia por la Ley 163 del 30 de diciembre de 1959.

## Historia
El actual templo es reedificación de la antigua bautizada con este mismo nombre. Se cree que la antigua fue levantada en el año 1668 por el Capitán Mateo de Castrillón, gobernador de la Provincia antioqueña. Este templo era pajizo y ubicado un poco abajo del lugar en donde está el actual.
Durante la visita del Obispo de Popayán, Juan Gómez de Frías, este señaló la falta de una escuela, por lo que se pensó en fundar un colegio regentado por la Compañía de Jesús. El Rey Felipe V dio la cédula de fundación en 1722 y, seis años más tarde, el párroco les hizo donación de la Iglesia de Santa Bárbara con todas sus pertenencias, para la celebración de sus ceremonias sagradas.
Los jesuitas no se limitaron a construir un establecimiento para su colegio en el lugar que se les entregó en virtud de contrato previo, sino que aprovecharon terreno para levantar otro templo mejor y con mayor capacidad, el cual fue iniciado en 1726. Pero luego, en 1767, los jesuitas son expulsados, impidiendo que la terminaran, siendo concluida por Juan Pablo Pérez de Rubias en 1795. Una vez concluido el nuevo templo, se procedió a la destrucción del antiguo, sin embargo algunos historiadores sostienen que la destrucción de la antigua iglesia de Santa Bárbara sólo tuvo lugar en 1750.

## Características
El edificio es estilo barroco popular antioqueño. Entre sus aspectos arquitectónicos, la fachada principal constituye un conjunto interesante por sus proporciones alargadas; formada por columnas pareadas que en el nivel superior se adelgazan, y remata el conjunto en grandes volutas dobles con un extraño pináculo.
Las espadañas dan la sensación de cuerpos de torres, al verlas de frente. Este templo constituye uno de los mejores ejemplos del barroco popular.
La iglesia es de planta rectangular y su interior es de tres naves con arcos de medio punto sobre pilares de sección cuadrada. La nave central es más alta e iluminada en lo alto por claraboyas semicirculares y alineadas con los arcos de medio punto. Tiene un balcón corrido, semejante al de Iglesia de la Candelaria de Medellín.
A la fachada principal se le quitó el pañete, dejando la piedra y el ladrillo a la vista, lo que genera graves perjuicios para su conservación. El interior del templo, fue también objeto de infortunadas intervenciones y reformas que desvirtuaron su aspecto original.

## Elementos
El templo cuenta con varios elementos que sobresalen por su diseño, función, material o por su gran valor histórico y artístico; entre los principales se encuentran:

### Altar Mayor
El Altar Mayor está hecho en Madera tallada, que a su vez está dorada, incisa y policromada y data de a mediados del siglo XVIII. El retablo ocupa todo el muro final de la nave central de la iglesia. Está dividido en cuatro cuerpos y tres calles (siendo la central casi del doble de las laterales), delimitadas por columnas de orden compuesto. Sus líneas rígidas y armoniosas muestran la transición entre el barroco y el neoclásico.
El primer cuerpo, a modo de banco, que presta apoyo al resto de la estructura. Los tableros tienen como decoración motivos vegetales tallados, incisos y dorados. En el segundo cuerpo se encuentra el camarín de la Virgen de los Dolores y dos nichos más angostos en las calles laterales, con las estatuas de San Ignacio y San Francisco Javier. El camarín está enmarcado por una decoración incisa en dorado y azul.
Un ancho entablamento divide el tercer cuerpo del anterior y a nivel de la calle central cuenta con tres nichos. El de mayor proporción alberga la estatua de Santa Bárbara y los de tamaño menor, las de San Fabián y San Sebastián. Los tableros de las calles laterales contienen dos pinturas que se hallan en proceso de restauración.
El último cuerpo comprende solamente la calle central y alberga la pintura de la Santísima Trinidad. La diferencia de anchura con los cuerpos inferiores se resuelve mediante cartones tallados. Todo el conjunto está coronado por un frontón partido y dos esculturas de ángeles.
La mesa del altar y las laterales son de forma curvada y con una decoración incisa de motivos vegetales, en dorado y azul. Al centro tiene el monograma mariano sobre fondo de marfil.

### Sagrario del Altar Mayor
El sagrario data del siglo XVIII, de autor anónimo, está hecho en madera, incisa y dorada, en sí, es un templete cupuliforme, de planta hexagonal, sus proporciones son: 2,25 x 1,40 x 0.75 m. Está conformado por dos partes: el sagrario y expositorio. El elemento principal de su decoración es el dorado con el que está cubierto. Lleva unos dibujos incisos que representan jarrones con espigas, rodeados de rombos.
El primer cuerpo o sagrario es sobrio. Tiene talladas cuatro hojas de acanto, que sostienen un amplio entablamento, que lo separa del expositorio y además, sirve de apoyo a unas columnas de orden corintio. Su puerta original, era de plata, fue robada.
El segundo cuerpo o expositorio es de puertas corredizas con una decoración incisa y su interior está revestido con láminas de plata repujada, obra de algún platero local. El tablero central tiene como elementos decorativos, un corazón rodeado de rayos, el cordero místico, la vid y el trigo. Los tableros laterales son similares. En uno lleva a San Marcos y en el otro a San Lucas, además tiene jarrones, volutas y flores, cuyas aplicaciones de plata dorada fueron arrancadas. En el interior del techo está pintado el Espíritu Santo.
La cúpula es seccionada y remata en una cruz de madera dorada. Este sagrario, sin tener la exuberancia del de la Catedral de Santa Fe de Antioquia, es igualmente un buen trabajo artístico y acorde con la ornamentación del retablo mayor.

### Altar de San Blas
El Altar de San Blas data de la segunda mitad del siglo XVII, lo que lo hace el más antiguo que se conserva en Santa Fe de Antioquia, posiblemente procede de otra iglesia y demás, se desconoce su autor. Está hecho en madera tallada y dorada, conformado por dos cuerpos, separados por un amplio entablamento. De su composición renacentista se mantiene el planismo y el mismo número de columnas en ambos cuerpos, ubicadas sin guardar distancias los intercolumnios. Las columnas platerescas del primer cuerpo presentan en su tercio inferior unos pámpanos dispuestos helicoidalmente, según el gusto barroco de esa época.
El nicho principal está enmarcado por dos soportes antropomorfos, mitad cuerpo de mujer y mitad hoja vegetal, insólitos en el territorio antioqueño, y sobre los cuales reposa un arco de medio punto formado por pequeños ángeles tallados.
Una puerta instalada antiguamente en el nicho principal, impide observar estos detalles.
Unos elementos tallados unen el primer cuerpo al segundo. Este cuenta con unas columnas salomónicas enmarcando el nicho superior que lleva un cuadrote San Nicolás de Barí.
El remate es un frontón triangular que contiene la figura de Dios Padre a modo de bendecir. La mesa original del altar se reemplazó, al igual que en otros altares, por una de piedra que resta mérito al conjunto.

### Altar de San Antonio
El Altar de San Antonio está hecho en madera tallada, dorada y policromada, y data de a mediados del siglo XVIII. Está conformado por dos cuerpos, separados por un amplio entablamento. Este retablo se puede calificar como la versión popular del rococó. Excesivamente decorado con flores, frutos, rocallas y volutas, pintadas y talladas, que están distribuidas sobre tableros, frisos, columnas y remates. Sus colores rosa, azul, marfil y oro le dan un aspecto de porcelana.
El primer cuerpo, cuenta con nichos laterales enmarcados por columnas salomónicas, y el central, por dos pilastras abalaustradas. Este nicho presenta una cubierta que sobresale y es sostenida por dos soportes cuyo fuste, está conformado por dos vástagos helicoidales, similares a los usados en los muebles portugueses y brasileros del siglo XVIII. El segundo cuerpo tiene un pequeño nicho enmarcado con columnas salomónicas. Algo interesante en este retablo, lo compone la pintura "textil" del interior de los nichos, cuyo diseño imita el brocado o damasco.

### Altar de la Sagrada Familia
El Altar de la Sagrada Familia está hecho madera tallada, incisa, dorada y policromada, data de la segunda mitad del siglo XVIII y de autor desconocido. Su estilo es un barroco moderado con cierto toque de simplicidad que avisa el clasicismo. El nicho está delimitado por un arco rebajado sobre dos columnas de fuste liso, menores que las columnas laterales que enmarcan el único cuerpo del retablo. En los costados tiene un follaje ornamental de diseño suelto.
El remate es tallado y dorado. Lleva un medallón con la figura de Dios Padre sosteniendo una corona. Por ese detalle se puede suponer que el retablo fue dedicado originalmente a la Virgen María. Es de especial atención, la mesa del retablo por su rica decoración floral, incisa y policromada, que se acerca mucho a los muebles del rococó veneciano.

### Altar de Santa Lucía
El Altar de Santa Lucía está hecho en madera tallada, dorada y policromada, data de finales del siglo XVIII y de autor desconocido. Predomina la sencillez en este retablo, en comparación con los demás. La rigidez de sus líneas, logra cierta soltura por los elementos decorativos laterales.
Dos columnas de orden compuesto demarcan el único cuerpo del retablo y sostienen un amplio entablamento que a su vez sostiene un frontón partido decorado con los objetos del martirio de la santa. El nicho está enmarcado por dos pequeñas columnas (también de orden compuesto) y un arco de medio punto.

### Altar del Señor de la Columna
El Altar del Señor de la Columna data de principios del siglo XIX, está hecho en madera tallada, dorada y policromada, y su autor es desconocido. El retablo está conformado por dos cuerpos y tres calles. En el primero, en la calle central, columnas de orden compuesto demarcan el nicho del Señor y las repisas laterales se encuentran las imágenes de La Virgen de la Candelaria y San Rafael.
Un amplio entablamento de cornisa tallada soporta el segundo cuerpo, demarcado por dos columnas compuestas, que albergan una pintura de San Pedro de Alcántara. Este altar está coronado por un frontón triangular y esculturas de las tres virtudes teologales. Su acabado es un “falso mármol” a causa de la influencia neoclásica.
La mesa cuenta con una decoración similar a las del Altar Mayor, con elementos florales incisos en dorado y azul con el monograma mariano.

### Púlpito
El púlpito del templo está hecho en madera policromada y data de la segunda mitad del siglo XVIII. Está adosado a uno de los pilares del transepto, al lado izquierdo en la nave central. Es de planta irregular, está constituido por un palco para el orador, tornavoz y escala con pasamanos. El palco y el pasamanos llevan tableros decorados con pinturas muy toscas, posiblemente inspiradas en estampas, que representan a los Padres de la Iglesia y a los Evangelistas. El tornavoz es octogonal y sus secciones están demarcadas por molduras doradas. Este púlpito tiene una gran solidez y las cualidades de lo popular.

### Pila bautismal
La pila bautismal del templo de Santa Bárbara es uno de los pocos ejemplos de pilas bautismales coloniales que se conservan en el territorio antioqueño. Data de 1721 y es, posiblemente, la más antigua. Lo que sí está claro por su fecha, es que fue realizada antes de la edificación del templo y seguramente procede de la primitiva iglesia.
La pila está hecha en piedra tallada, no cuenta con ningún tipo de decoración, sólo unos caracteres grabados que la circundan, tiene 0,86 m de diámetro y 0,76 m de altura.

### Atril
El atril está hecho en madera tallada, data de principios del siglo XIX, y es móvil. Sus dimensiones son: 0,32 z 0,36 z 0,20 m.
Este soporte para textos es obra de un anónimo artesano, está tallada como una gran concha o venera de agradable sobriedad. La concha está relacionada con los hechos de la vida de Santiago El Mayor, patrono de España y simboliza a los peregrinos.

## Imaginería
El templo cuenta con varias obras de imaginería, una especialidad del arte escultórico, del cual se tiene una variada colección, de diferentes tamaños, periodos, técnicas, y en especial de diferentes escuelas como la quiteña, santafereña, antioqueña y europea, todas con el mismo propósito, representar los diferentes temas religiosos, con el mayor realismo posible.

### San Sebastián
La imagen de San Sebastián es una escultura en madera policromada, de autor anónimo, data entre el siglo XVI y el siglo XVII, y sus proporciones son 0,84 z 0,35 x 0,35 m.
Según la tradición local, esta estatua fue traída junto con la de San Fabián por los primeros españoles. A ellos se consagró la primitiva ermita de los Mártires (hoy iglesia de Chiquinquirá). Luego fueron veneraron en la Catedral de Santa Fe de Antioquia y de allí pasaron al templo de Santa Bárbara.
San Sebastián, oficial de la guardia de Dioclesiano fue herido con saetas, imputado de ser cristiano. Se le atribuyó protector contra la peste. Su imagen, proliferó en momentos de severas epidemias, lo que permitió desarrollar las escasas posibilidades del desnudo artístico en épocas antiguas.
Su postura, de movimiento muy exagerado, parece insinuar un paso de danza característico del arte alemán.

### San Fabián
La imagen de San Fabián es una escultura en madera policromada, de autor anónimo, data entre el siglo XVI y el XVII, y sus proporciones son 0,84 z 0,35 x 0,30 m. Compañera de la escultura de San Sebastián.
Obra de buenos detalles y elegantes proporciones, con algo de influencia manierista. Detalles como el trabajo de las manos con guantes, hacen suponer su origen de talleres españoles. Los ropajes son sinuosos y debajo de las capas de los repintes se logra apreciar el magnífico acabado que tenía.
A este santo, Papa y mártir, se le atribuye la fundación del Colegio de los Siete Diáconos para educar a los catecúmenos y auxiliar a los presos. Padeció el martirio en la persecución de Decio.

### Santa Bárbara
La imagen de Santa Bárbara es una escultura en madera policromada, de autor desconocido, data entre del siglo XVII, y sus proporciones son 1,55 x 0,45 x 0,40 m.
Dicha estatua de la Santa -titular del templo-, está localizada en el Altar Mayor. Su devoción fue muy popular y su iconografía prolifera. Se le invocaba contra los relámpagos y es la patrona de la artillería.
Su representación siempre es con una la torre donde, según la leyenda, fue encerrada por su padre antes del martirio.

### San Ignacio de Loyola y San Francisco Javier
Las imágenes de San Ignacio de Loyola y San Francisco Javier son esculturas en madera y estuco, policromada, de autor desconocido, datan del siglo XVII, y los dos cuentan con las mismas proporciones: 1,70 x 0,50 x 0,60 m.
Ambas estatuas ocupan su lugar en el altar mayor, recordando que los jesuitas fueron los primeros encargados del templo. La Compañía de Jesús y la Reforma Carmelitana, coincidieron en establecer el arte trentino o contrarreformista, para reemplazar el sistema descriptivo e histórico de la iconografía anterior, por la representación alegórica y glorificativa.
Las estatuas son el resultado de un canon de perfección: son de tamaño natural y la estructura de sus partes da la sensación de contribuir a un conjunto armónico.
San Ignacio presenta vestimenta con ornamentos sagrados, en condición de un santo ya glorioso, con el libro de Constituciones de la Orden. San Francisco Javier simboliza en su postura al apóstol predicador.

### Nuestra Señora de los Dolores
La imagen de Nuestra Señora de los Dolores es una escultura en madera policromada, su autor es desconocido, data del siglo XVIII, y sus proporciones son 1,51 x 1,55 x 0,52 m. Se localiza en el Altar Mayor, en el nicho central de mayor tamaño, y es considerada como el mejor escena pasional de Santa Fe de Antioquia.
La escena está compuesta por la imagen de la virgen sosteniendo a su hijo Jesús muerto sobre su regazo, tras el descendimiento de la cruz. La estatua de la Virgen es de vestir y su rostro manifiesta un dolor desgarrador, logrado por una gran simplicidad en los rasgos, además tiene una espada que le traspasa el corazón. El cuerpo de Cristo es anatómicamente perfecto y se puede ver el meticuloso realismo con que se pintaron los rastros de sangre.
Aunque se conoce con el nombre de la Virgen de Los Dolores, no es otra que La Piedad, tradicional representación de la Virgen con su Hijo muerto en los brazos. Siendo La Piedad de Miguel Ángel, la versión más famosa de este tema.
Esta escena es una derivación del "llanto por Cristo", tema a su vez inspirado en el descendimiento de la cruz, donde figuran varios personajes.

### Señor de la Columna
La imagen del Señor de la Columna es una escultura en madera policromada, de autor desconocido, data del siglo XVIII, y sus proporciones son 1,75 x 0,50 x 0,33 m.
Está ubicado en el altar de su hombre. Es una escena muy habitual del ciclo de la pasión y concierne al momento de la flagelación. La escena está compuesta con de Jesús de pie, en una postura elegante con su cuerpo curvado atado a una columna baja.
En vez de dramatizar el sufrimiento, el artista quiso expresar la mansedumbre de Cristo ante un humillante y cruel castigo. Por algo se dice que durante en el barroco, el arte pretendió no sólo representar lo sagrado, sino predicar.
Vale citar, que la columna a partir del siglo XVII se comenzó a realizar más baja, generando en muchos casos a representar a Cristo en posturas muy exageradas que acentuaban su efecto enternecedor.

### San Antonio
La imagen de San Antonio de Padua es una escultura en madera policromada, de autor desconocido, data del siglo XVIII, y sus proporciones son 1,00 x 0,34 x 0,23 m.
Se localiza en el altar de su nombre. Es una estatua de vestir con rasgos muy ingenuos. Se le atribuye mayor antigüedad y la popularidad del santo no se ha reducido, ya que sigue siendo muy venerado. La imagen fue privada del niño Jesús original.

### San José, San Estanislao de Kostka, Santa Lucía y la Virgen de la Candelaria
Estas esculturas cuentan con varias cosas en común: están hechas en madera, datan del siglo XVIII, de autor desconocido, y proceden de la escuela quiteña. Difieren en las proporciones: San José, 1,46 x 0,45 x 0,33 m; San Estanislao de Kostka, 1,65 x 0,46 x 0,49 m; Santa Lucía, 1,62 x 0,41 x 0,48 m; Virgen de la Candelaria, 0,82 x 0,46 x 0,23 m.
Las imágenes comparten otras características como: son de vestir, tienen mascarilla metálica, ojos de vidrio y manos talladas acopladas a un armazón de madera con articulaciones. El vandalismo las privó de sus atributos, casi todos en plata, y se identifican por la tradición.

### San Rafael y Tobías
Estas imágenes son un grupo escultórico de excelente calidad, realizadas en madera policromada, datan del siglo XVIII, de autor desconocido, y proceden de la escuela quiteña. Sus proporciones son: San Rafael, 1,16 x 0,66 x 0,20 m; y Tobías 0,89 x 0,38 x 0,19 m.
La decoración floral en el ropaje del arcángel, por suerte no repintado, es un minucioso trabajo y que demuestra su origen quiteño. Los talleres de imaginería contaban con el trabajo no sólo de escultores, sino también de expertos pintores y ensambladores que realizaban labores específicas, generando lo que hoy se llama producción "en serie".
Estas esculturas se refieren a la historia de Tobías. El ángel, vestido de viajero, escolta al joven que lleva un pescado, cuya hiel sirvió para restituirle la visión al viejo Tobías. Esa historia bíblica sirvió para que se mirara a San Rafael, cuyo nombre significa "Medicina de Dios", como el patrono de los viajeros y de los médicos.

### El Cirineo
La imagen de El Cirineo es una escultura en madera policromada, data del siglo XVIII, de autor desconocido, procede de la escuela santafereña y sus proporciones son: 1,44 x 0,62 x 0,43 m.
Esta escultura tiene cierta familiaridad con las representaciones de San Isidro por su aspecto y la sencillez de su vestimenta, propio de los agricultores españoles de la época.
Es una estatua sin pretensiones pero visualmente muy agradable. Está localizado en el camarín del Altar Mayor, al lado de la Virgen de los Dolores.

### Nuestra Señora del Inmaculado Corazón
La imagen de Nuestra Señora del Inmaculado Corazón de María es una escultura en madera policromada, construida entre 1870 y 1875, de autor desconocido, procede de la escuela francesa y sus proporciones son: 1,22 x 0,40 x 0,40 m.
Esta devoción mariana se popularizó en el siglo XIX. La estatua es típica del resurgimiento de los talleres de escultura piadosa en Europa, ante el creciente ambiente antirreligioso que nació después de la Comuna en 1870. Fue bendecida por el Papa Pío IX en 1875.

### La Sagrada Familia
Grupo escultórico de gran tamaño fue realizado en 1904, por el maestro Misael Osorio (1877 -1951), en sus talleres de Envigado (Antioquia). Este conjunto de imágenes está hecho en madera policromada, y sus proporciones son: 1,80 x 1,14 x 0,66 m.
Las estatuas de la Sagrada Familia fueron donación de Pedro Jaramillo hacia 1904 y retocadas años más tarde por Francisco Zapata Patten. La presencia en el Departamento de Antioquia de varias obras de Osorio, revelan la acogida que tenían y el prestigio de su taller.

## Pinturas

### Pintura mural
Se trata de dos cartelas con textos en latín realizadas entre 1736-1740 y rodeadas por un abundante follaje, flores y frutos. Datan de los primeros años del templo, se desconoce su autor y se hallan tapadas por el retablo mayor. Quizás fueron hechas como decoración del altar, antes de la expulsión de los jesuitas.
Su descubrimiento fue una sorpresa y un hallazgo significativo, ya que no se conocían otros ejemplos coloniales de pintura mural en el territorio antioqueño salvo en la concatedral de Rionegro.
En muchas edificaciones antiguas deben haber murales, ocultos bajo gruesas capas de cal, porque tanto en Colombia como en el resto de América fue evidente el “horror vacui” a los grandes espacios sin decoración.

### San Nicolás de Barí
El cuadro de San Nicolás de Bari es una pintura de óleo sobre tela, data del siglo XVIII, de autor desconocido y procede de la escuela quiteña. Sus dimensiones son: 0,84 x 0,70 m.
Esta pintura es una composición equilibrada y simétrica, cuyo eje es la figura del obispo con sus vestiduras brocateadas que recalcan el carácter mestizo de la obra.
Los personajes, ubicados en diversos planos, confluyen sobre el santo. Todos están relacionados con los hechos de su vida. El colorido y la rica ornamentación le dan mayor encanto. Está localizada en el altar de San Blas.

### San Pedro Alcántara
El cuadro de San Pedro de Alcántara es un óleo sobre tela, realizada en 1801 y sus dimensiones son: 1,10 x 0,80 m.
El santo franciscano, penitente y reformador no podía faltar. Las deformidades de su figura resaltan el carácter expresivo de la composición que enfatiza su sencillez y prueban el talento del artista. La imagen del santo responde bien a la descripción que de él hizo Santa Teresa, que parecía "hecho de raíces".
La leyenda en la esquina inferior izquierda, dice fuera de las indulgencias, que fue pintado por Agustín Samora, a devoción de Manuel Tabares. Este texto es de gran valor documental pues señala a uno de los pocos artistas identificados hasta ahora de la modesta y poco conocida escuela antioqueña.

## Objetos litúrgicos

### Custodia
La custodia está hecha en plata fundida y repujada, es de tipo sol, data del siglo XVIII y fue elaborada por un platero popular anónimo. sus dimensiones son: Altura 0,48 m y diámetro 0,195 m.
Su base es en forma lobulada y sin decoraciones. El soporte o columnilla es en forma abalaustrada y a la altura del nudo se abre en una flor. El sol está adornado con piedras falsas, ángeles y flores, culminando en una cruz de filigrana de oro. Todo el trabajo de la custodia es de la más pura tradición antioqueña.

### Cáliz
El cáliz está realizado en plata dorada, data de finales del siglo XVIII y su altura es 0,22 m.
Es de gusto neoclásico, muy sobria, no tiene decoración. La columnilla es abalaustrada, muy bien moldurada. Una pieza pulida y sencilla.

### Ciriales
Los ciriales están hechos en madera tallada y policromada, datan de finales del siglo XVIII y sus dimensiones son: 0,26 x 0,26 z 0,26 m.
La ingenuidad en el diseño popular no tiene tiempo ni límites en sus formas, lo que le proporciona un carácter único a sus manifestaciones. Esa libertad se aprecia en estos candelabros de diseño prismático, ornamentadas con volutas y flores de vivos colores.